# Jesse W. Beams Award
Der Jesse W. Beams Award der American Physical Society ist ein seit 1973 jährlich vergebener Physik-Preis für Physiker, die in den zehn Staaten des Südostens der USA wirkten, als sie ihre mit der Auszeichnung gewürdigten Arbeiten ausführten. Er ist nach Jesse Wakefield Beams benannt.

## Preisträger
- 1973 Earl Plyler, Florida State University
- 1974 Walter Gordy, Duke University
- 1975 Joseph Hamilton, Vanderbilt University
- 1976 Robert Coleman, University of Virginia
- 1977 Lawrence Slifkin, University of North Carolina
- 1978 E. Dwight Adams, University of Florida
- 1979 Lawrence C. Biedenharn, Duke University
- 1980 Horacio Farach, University of South Carolina, Charles Poole, University of South Carolina
- 1981 Albert Fromhold, Auburn University
- 1982 Horst Meyer, Duke University
- 1983 Ivan Sellin, Oak Ridge National Laboratory
- 1984 Rufus Ritchie, Oak Ridge National Laboratory
- 1985 Hugh Kelly, University of Virginia
- 1986 Paul Stelson, Oak Ridge National Laboratory
- 1987 David P. Landau, University of Georgia
- 1988 James McCarthy, University of Virginia
- 1989 Arthur Snell, Oak Ridge National Laboratory
- 1990 Joseph Ford, Georgia Institute of Technology
- 1991 Robert Compton, Oak Ridge National Laboratory
- 1992 Edward Bilpuch, Duke University
- 1993 Fereydoon Family, Emory University
- 1994 Frank Avignone, University of South Carolina
- 1995 George Samuel Hurst, University of Tennessee
- 1996 Pierre Sikivie, University of Florida
- 1997 Gary Mitchell, North Carolina State University
- 1998 Donald D. Clayton, Clemson University
- 1999 Uzi Landman, Georgia Institute of Technology
- 2000 Kirby Kemper, Florida State University
- 2001 Lynn Boatner, Oak Ridge National Laboratory
- 2002 M. Raymond Flannery, Georgia Institute of Technology
- 2003 Jerzy Bernholc, North Carolina State University
- 2004 Thomas Thundat, Oak Ridge National Laboratory
- 2005 Thomas Curtright, University of Miami, Charles Thorn, University of Florida
- 2006 Akuruni V. Ramayya, Vanderbild University
- 2007 Berndt Mueller, Duke University
- 2008 Herbert Mook, Oak Ridge National Laboratory
- 2009 Gerald Lucovsky, North Carolina State University
- 2010 Beate Schmittmann, Virginia Tech
- 2011 John E. Thomas, North Carolina State University
- 2012 Walter de Heer, Georgia Tech
- 2013 Robert P. Behringer, Duke University
- 2014 Brad Cox, University of Virginia
- 2015 Anatoly V. Radyushkin, Old Dominion University
- 2016 Gabriela González, Louisiana State University
- 2017 Henry Krakauer, College of William and Mary
- 2018 Jorge Piekarewicz, Florida State University
- 2019 Arthur E. Champagne, Christian Iliadis, University of North Carolina, Chapel Hill
- 2020 Joseph Poon, University of Virginia
- 2021 Latifa Elouadrhiri, Thomas Jefferson National Accelerator Facility
- 2022 Neil Sullivan, University of Florida
- 2023 Peter Hirschfeld, University of Florida
- 2024 Laura Reina, Florida State University[1]